# Долинське (Чаришський район)
Доли́нське (рос. Долинское) — село у складі Чаришського району Алтайського краю, Росія.

## Населення
Населення — 150 осіб (2010; 216 у 2002).
Національний склад (станом на 2002 рік):
- росіяни — 96 %